# Gymnothorax porphyreus
Gymnothorax porphyreus är en fiskart som först beskrevs av Guichenot, 1848.  Gymnothorax porphyreus ingår i släktet Gymnothorax och familjen Muraenidae. IUCN kategoriserar arten globalt som livskraftig. Inga underarter finns listade i Catalogue of Life.